# Gulbudeen Naib
Gulbudeen Naib (Lowgar, 14 juni 1991) is een Afghaanse cricketspeler. Hij won tijdens het Aziatisch kampioenschap cricket 2010 met zijn team een zilveren medaille. Naib speelt momenteel bij de Afghaanse Cheetahs.